# Пазарджишко-Пловдивско поле
Пазарджишко-Пловдивското поле e равнина в южна България, подобласт на Горнотракийската низина.
Пазарджишко-Пловдивското поле заема западната половина на Горнотракийската низина, като неговата южна граница от пролома Момина клисура на река Марица до рида Драгойна се проследява по северното подножие на Родопите, а Северната – от пролома Момина клисура до Чирпанските възвишения се очертава по южното подножие на Средна гора. Простира се на територията на две области – Пазарджишка и Пловдивска. Низинният релеф на Пазарджишко-Пловдивското поле показва преобладаващо простиране по паралела, като дължина достига 105 км, а ширината му в средната част надхвърля 50 км. Неговият наклон от запад-северозапад на изток-югоизток се маркира по леглото на река Марица. При град Белово в западната му периферия надморската му височина е около 300 м, а в източната му част, в района на град Първомай намалява до 100 м. В обсега на Пазарджишко-Пловдивското поле река Марица тече недалеч от стръмните северни склонове на Родопите и сравнително далеч от полегатите южни склонове на Средна гора. Това обуславя асиметричното развитие на речната мрежа в полето. Тук левите притоци на Марица протичат на сравнително дълго разстояние през низината, а устията на нейните десни притоци се намират недалеч от високата и стръмна орографска ограда на Родопите. Над широката заравнена низинна повърхност на полето контрастират уединените Пловдивски хълмове (285,5 m).
Представлява обширна алувиална низина и е образувано в резултат на потъване през неогена и кватернера. Изцяло е покрито с алувиални наслаги, в резултат на което преобладават алувиални, плодородни почви.
В Пазарджишко-Пловдивско поле се обособява област с преходноконтинентален климат. Орографските прегради около полето оказват съществено значение за формирането на многогодишния режим на времето. На север Стара планина и Средна гора са сериозни орографски прегради спрямо студените въздушни маси, а на юг Родопите възпрепятстват нахлуването на топлия средиземноморски въздух. Зимният сезон е сравнително мек и топъл. Средната януарска температура е от 0 °C до 1 °C (за Пловдив 0,2 °C), а средната юлска 23 – 24 °C (за Пловдив 23,6 °C). Средногодишна температура 12,5 °C (за Пловдив 12,2 °C Температурната амплитуда е по-малка от тази на Дунавската равнина и е от порядъка на около 23 °C. Тук на 5 юли 1916 г., в град Садово е измерен абсолютният максимум за България 45,2 °C. Топлият климат благоприятства отглаждането на топлолюбиви култури, което е причина за разнообразието в селскотопанската продукция и специализацията на района в производство на зеленчуци. Безмразовият период е доста по-продължителен от този в Северна България, но през зимните месеци чести явления са температурните инверсии и мъглите.
Основна водна артерия в полето е протичащата от запад на изток на близо 120 км река Марица, която заедно със своите леви (Тополница, Луда Яна, Потока, Пясъчник, Стряма, Сребра, Брезовска река, Омуровска река, Текирска река) и десни притоци (Чепинска река, Стара река, Въча, Първенецка река, Чепеларска река, Черкезица, Мечка) отводнява целия район.
Благоприятните климатични условия, плодородните почви и наличието на води за напояване създават идеални предпоставки за развитието на земеделието в низината – основно зеленчуци, лозя, овощия, зърнени култури, технически култури и др.
В Пазарджишко-Пловдивското поле са разположени 10 града (Асеновград, Брезово, Пазарджик, Пловдив, Първомай, Раковски, Садово, Септември, Стамболийски и Съединение) и множество села.
По цялото протежение на полето от запад на изток, на протежение от 78,2 преминава участък от автомагистрала „Тракия“. Освен това през него преминават и участъци от още 17 пътя от държавната пътна мрежа, в т.ч: 1 първокласен № 8; 6 второкласни – №№ 37, 56, 64, 66, 84 и 86; 10 третокласни – №№ 375, 565, 606, 642, 666, 667, 803, 805, 862 и 866.
През полета преминават и участъци от трасетата на 8 жп линии на БДЖ: София – Пловдив – Свиленград, Пловдив – Стара Загора – Бургас, Пловдив – Карлово, Пловдив – Панагюрище, Долна махала – Хисаря, Пловдив – Асеновград, Стамболийски – Пещера и теснолинейната жп линия Септември – Добринище.

## Други
На Пловдивското поле е наречена улица в кварталите „Младост 1“ и „Дървеница“ в София (Карта).

## Топографска карта
- Лист от карта K-35-49. Мащаб: 1 : 100 000.
- Лист от карта K-35-50. Мащаб: 1 : 100 000.
- Лист от карта K-35-51. Мащаб: 1 : 100 000.
- Лист от карта K-35-61. Мащаб: 1 : 100 000.
- Лист от карта K-35-62. Мащаб: 1 : 100 000.
- Лист от карта K-35-63. Мащаб: 1 : 100 000.
- Лист от карта K-35-74. Мащаб: 1 : 100 000.
- Лист от карта K-35-75. Мащаб: 1 : 100 000.